# Президентские выборы на Мадагаскаре (2023)
Президентские выборы 2023 года на Мадагаскаре прошли 16 ноября.

## Электоральная система
Выборы в стране проводит Независимая национальная избирательная комиссия Мадагаскара (ННИК). Президент Мадагаскара избирается по двухтуровой системе. Если ни один кандидат не набирает большинства голосов в первом туре, то проводится второй тур.

## Кандидаты
Решением Высшего конституционного суда, опубликованным поздно вечером 9 сентября 2023 года, были допущены только 13 кандидатов из 28. Список имён кандидатов представлен в том же порядке, что и в бюллетенях для голосования:
| №  | Портрет | Портрет | Имя                            | Дата рождения   | Партия                                         |
| -- | ------- | ------- | ------------------------------ | --------------- | ---------------------------------------------- |
| 1  |         |         | Тахина Разафинджоэлина         | н/д             | «Единство патриотов»                           |
| 2  |         |         | Хаджо Андрианайнаривело        | 22 апреля 1967  | «Давайте идти вместе, малагасийцы»             |
| 3  |         |         | Андри Радзуэлина               | 30 мая 1974     | «Молодые решительные малагасийцы»              |
| 4  |         |         | Роланд Рацирака                | 15 августа 1966 | «Малагасийское самосознание»                   |
| 5  |         |         | Марк Равалуманана              | 12 декабря 1949 | «Я люблю Мадагаскар»                           |
| 6  |         |         | Ричард Параина                 | н/д             | «Хорошая копия»                                |
| 7  |         |         | Андри Раобелина                | н/д             | «Аджомара и Риво-Баовао»                       |
| 8  |         |         | Жан-Брюнель Разафициндраофа    | н/д             | «Чистая политическая партия»                   |
| 9  |         |         | Лалаина Рацирахонана           | н/д             | «Наша партия мира»                             |
| 10 |         |         | Эри Радзаунаримампианина       | 6 ноября 1958   | «Новые силы для Мадагаскара»                   |
| 11 |         |         | Сендрисон Даниэла Радеранирина | н/д             | «Большой прогресс для Мадагаскара»             |
| 12 |         |         | Жан-Жак Рациетисон             | н/д             | «Малагасийцам нужна покупательная способность» |
| 13 |         |         | Ситени Рандрианасолиниаико     | 27 июля 1972    | «Малагасийская социал-демократическая партия»  |

## Ход кампании

### Запрет политических митингов
В апреле 2023 года президент Радзуэлина запретил все политические митинги. Это действие осудили представители Евросоюза, Великобритании, США, Германии, Франции, Швейцарии, Норвегии и Японии. 5 сентября полиция предотвратила встречу кандидатов от оппозиции.

### Отсутствие финансирования
В письме Евросоюзу от мая 2023 года Радзуэлина запросил 30 миллионов евро на организацию выборов. Франция и Евросоюз выделили по 1 миллиону евро на проведение выборов, в то время как Германия — 3 миллиона евро.

### Двойное гражданство Радзуэлины
В июне 2023 года выяснилось, что Радзуэлина получил французское гражданство для себя, своей жены и троих детей ещё в 2014 году. Это привело к началу парламентского расследования, за которым последовал допрос в Высшем конституционном суде коллектива граждан диаспоры. 24 августа суд признал неприемлемым ходатайство о признании недействительной кандидатуры Радзуэлины в 2018 году, так как истёк крайний срок, установленный для подачи оспаривания результатов.

### Дело Роми Вос Андрианарисоа
14 августа 2023 года руководитель аппарата президента Андри Радзуэлины Роми Вос Андрианарисоа была арестована в Лондоне по обвинению в коррупции в отношении лондонской горнодобывающей компании. Она была уволена Радзуэлиной 16 августа.

### Протесты
2 октября в столице Антананариву сотни людей вышли на несогласованную с властями акцию протеста, которую возглавили кандидаты от оппозиции. Одиннадцать из 13 кандидатов в президенты призвали своих сторонников провести марш на центральной площади в знак протеста против «институционального переворота в пользу действующего президента Андри Радзуэлины». Однако силы безопасности применили слезоточивый газ против протестующих, а бывшего президента и ведущего кандидата от оппозиции Марка Равалуманану, который был среди протестующих, «увели в безопасное место». В результате беспорядков Равалуманана получил травму ноги, а кандидат Раобелина получил травму лица осколком взорвавшегося баллона со слезоточивым газом.

### Перенос дня голосования
12 октября 2023 года было объявлено, что выборы будут перенесены на одну неделю. Верховный конституционный суд назначил новую дату — 16 ноября из-за предвыборных беспорядков.

### Бойкот
Часть политической оппозиции бойкотировала выборы.

## Результаты
|                                                   | Андри Радзуэлина                 | Молодые решительные малагасийцы              | 2 858 947  | 58,96 |  |  |
|                                                   | Ситени Рандрианасолиниаико       | Малагасийская социал-демократическая партия  | 697 691    | 14,39 |  |  |
|                                                   | Марк Равалуманана                | Я люблю Мадагаскар                           | 586 282    | 12,09 |  |  |
|                                                   | Эри Радзаунаримампианина         | Новые силы для Мадагаскара                   | 251 144    | 5,18  |  |  |
|                                                   | Хаджо Андрианайнаривело          | Давайте идти вместе, малагасийцы             | 91 832     | 1,89  |  |  |
|                                                   | Тахина Разафинджоэлина           | Единство патриотов                           | 76 553     | 1,58  |  |  |
|                                                   | Роланд Рацирака                  | Малагасийское самосознание                   | 76 858     | 1,59  |  |  |
|                                                   | Жан-Брюнель Разафициндраофа      | Чистая политическая партия                   | 63 474     | 1,31  |  |  |
|                                                   | Сендрисон Даниэла Радеранирина   | Большой прогресс для Мадагаскара             | 38 966     | 0,80  |  |  |
|                                                   | Лалаина Рацирахонана             | Наша партия мира                             | 32 608     | 0,67  |  |  |
|                                                   | Андри Раобелина                  | Аджомара и Риво-Баовао                       | 30 198     | 0,62  |  |  |
|                                                   | Ричард Параина                   | Хорошая копия                                | 29 874     | 0,62  |  |  |
|                                                   | Жан-Жак Рациетисон               | Малагасийцам нужна покупательная способность | 14 468     | 0,30  |  |  |
|                                                   |                                  |                                              |            |       |  |  |
| Действительные голоса                             | Действительные голоса            | Действительные голоса                        | 4 848 895  | 94,72 |  |  |
| Пустые и недействительные голоса                  | Пустые и недействительные голоса | Пустые и недействительные голоса             | 270 123    | 5,28  |  |  |
| Всего голосов                                     | Всего голосов                    | Всего голосов                                | 5 119 018  | 100   |  |  |
|                                                   |                                  |                                              |            |       |  |  |
| Общее число избирателей и явка                    | Общее число избирателей и явка   | Общее число избирателей и явка               | 11 043 836 | 46,35 |  |  |
| Источник: Высокий конституционный суд Мадагаскара |                                  |                                              |            |       |  |  |